# Mangrovesnok
Mangrovesnok (Boiga dendrophila) är en bakgifttandad orm från Sydostasien som tillhör familjen snokar. Den blir upp till 2,3 meter lång och är svart med gula teckningar.

## Utbredning och underarter
Utbredningsområdet sträcker sig från södra Myanmar, Thailand och Kambodja till Sydostasiens öar fram till Filippinerna och Sulawesi. Ormen lever i låglandet och i kulliga regioner upp till 600 meter över havet.
Det finns nio underarter av mangrovesnok:
- Boiga dendrophila annectens - Borneo.
- Boiga dendrophila dendrophila - Java, Borneo.
- Boiga dendrophila divergens - Filippinerna, öarna Luzon och Polillo.
- Boiga dendrophila gemmicincta - Sulawesi.
- Boiga dendrophila latifasciata - Filippinerna, ön Mindanao.
- Boiga dendrophila levitoni - Filippinerna, ön Panay och troligen andra öar i regionen västra Visayas.
- Boiga dendrophila melanota - Malackahalvön, Singapore, Sumatra.
- Boiga dendrophila multicincta - Filippinerna, öarna Balabac och Palawan.
- Boiga dendrophila occidentalis - Sumatra och några mindre öar utanför Sumatras västkust, Batu, Nias och Pulau Babi.

## Levnadssätt
Mangrovesnoken lever i fuktiga tropiska regnskogar och i mangroveområden. Den är främst nattaktiv och håller under dagen till uppe i träden eller i buskar, där den skyddas av det täta lövverket och gömmer sig i trädens håligheter. Ofta finns den nära floder och den kan simma bra. 
Exemplar som känner sig hotade öppnar sidan gula läppar.
Dess föda består av fåglar och deras ägg, små däggdjur, reptiler och groddjur. Ormen dödar byten med sitt bett och genom kvävning.
Parningen sker från maj till juni. Honan lägger 4-15 ägg som kläcks efter 100-120 dagar.

## Bevarandestatus
Lokala populationer hotas av landskapsförändringar. Några exemplar fångas och hölls som terrariedjur. Hela populationen bedöms som stabil. IUCN listar arten som livskraftig (LC).